# Placet
Placet (łac. placet podoba się) – urzędowa forma wyrażenia zgody przez hierarchię lub instytucję Kościoła katolickiego. W średniowieczu także przez władzę świecką.
W dziedzinie prawa sądowego placet to prośba skierowana do monarchy o rozstrzygnięcie sporu. We Francji w przypadku przychylnego jej rozpatrzenia, monarcha wydawał wyrok osobiście lub przekazywał Radzie Stron Procesowych.